# Morro da Tapera
O Morro da Tapera (Tapera: taba = aldeia + puera = o que foi; tapera = rancho velho e abandonado) ou Morro da Juquinha é uma elevação localizada na cidade de Porto Alegre, no bairro Campo Novo. Sua altitude é de 252 metros e está a doze quilômetros do centro da cidade e a cinco quilômetros da praia de Ipanema, na zona sul. Possui 252 m de altitude em seu cume.
Com uma vista panorâmica de 360º, do morro é possível avistar o belo visual da cidade com o pôr-do-sol sobre o Lago Guaíba ao fundo.
Por se tratar de uma reserva biológica preservada, a estrada de acesso vai somente até a metade do morro, tendo o restante do trajeto de ser feito a pé, mas sem grandes dificuldades.
É um dos locais mais completos para a prática de mountain bike, modalidade downhill. Lá também é praticado trekking e voo livre